# Vol Air France 72
Le vol Air France 72 est un vol aéronautique commercial de la compagnie Air France ayant subi un accident à l'atterrissage à Tahiti le 13 septembre 1993.

## Circonstances

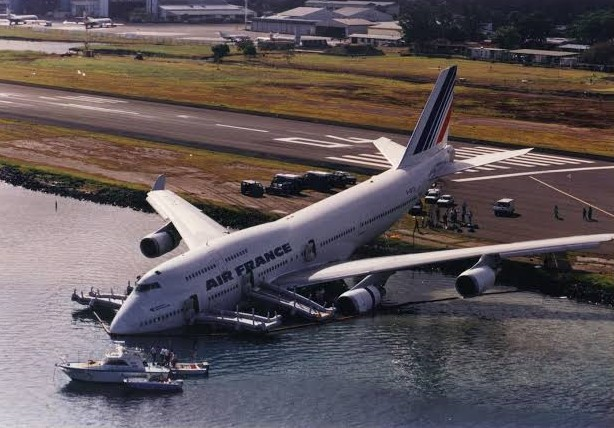
Le vol 72 après la sortie de piste à l'aéroport de Tahiti Faaa.

Le 13 septembre 1993, le Boeing 747-428 B immatriculé F-GITA opérant le vol 72 d'Air France, entre Paris et Tahiti via Los Angeles, sort de la piste à l'atterrissage. Aucun décès n'est à déplorer, l'évacuation ne causant que quatre blessés légers. 
L'accident a eu lieu à l'arrivée à Tahiti. À l'approche finale, les pilotes n'avaient pas connaissance d'un mode d'approche du pilote automatique qui augmentait la poussée des moteurs. Après avoir posé les roues, la reverse du le réacteur no 1 ne passe pas et le moteur part en pleine poussée ce qui détourne l'appareil de son cap, ce dernier finit sa course dans le lagon.
Le moteur n°1 continuait à tourner après l'évacuation et le pilote a demandé aux pompiers sur place à envoyer de l'eau dedans pour enfin réussir à l'arrêter.

## Personnel et aéronef
- Commandant de bord : 59 ans totalisant 14 082h de vol, dont 4 329 sur B747 et 1414 sur B747-400
- Copilote : 46 ans totalisant 13 750h de vol, dont 536 sur B747-400
- PNC : 14 personnes

Tous deux étaient anciens pilotes de l'UTA. Ils avaient déjà volé ensemble et atterri à l'aéroport de Tahiti.
- Appareil : Boeing 747-428 B no 24969 immatriculé F-GITA totalisant 9901 heures de vol
- Motorisation : 4 CF6-80C2 B1F totalisant 9901 heures de fonctionnement et 1934 cycles

L'aéronef avait été livré à Air France le 28 février 1991. Il a été remis en service et a servi jusqu'en 2010 avant d'être démantelé.